# 55P/Tempel-Tuttle
55P/Tempel-Tuttle – kometa okresowa należąca do grupy komet typu Halleya. Została odkryta przez Wilhelma Tempela 19 grudnia 1865 roku w obserwatorium w Marsylii. Niezależnie odkrył ją Horace Parnell Tuttle 6 stycznia 1866 roku w Harvard College Observatory. Kometa przybliża się do Słońca co 33 lata. Jest jednak słabo widoczna – po jej XIX-wiecznym odkryciu po raz pierwszy dostrzeżono ją ponownie w 1965 roku. Po raz ostatni zbliżyła się do Ziemi w 1999 roku. Można ją było obserwować przez zwykłą lornetkę. Następne pojawienie się komety nastąpi w 2031.
Przedrostek 55P oznacza, że kometa zajmuje 55. miejsce na liście komet okresowych. W 1866 roku Giovanni Schiaparelli powiązał 55P/Tempel-Tuttle z listopadowym rojem meteorów o nazwie Leonidy.